# Konferenz Nationaler Kultureinrichtungen

Logo der KNK

Die Konferenz Nationaler Kultureinrichtungen (KNK) ist ein Zusammenschluss international bedeutender Museen, Sammlungen und Archiven aus den neuen Bundesländern.

## Geschichte
Der Zusammenschluss wurde am 1. März 2002 in den Franckeschen Stiftungen zu Halle gegründet. Die Gründung war angeregt worden durch eine auf Initiative des Beauftragten der Bundesregierung für Kultur und Medien erstellte Evaluationsstudie, das sogenannte Blaubuch. Alle als „national bedeutend“ eingestuften Kultureinrichtungen in den ostdeutschen Bundesländern wurden in dem erstmals 2001 veröffentlichten Blaubuch zusammengefasst. Im bisher dreimal – bei leicht veränderter Auswahl und Rangfolge – erschienenen Blaubuch (2001, 2002/03 und 2006) sind die „Leuchttürme“, die Museen des nationalen Kulturerbes, verzeichnet, die sich zur Konferenz Nationaler Kultureinrichtungen zusammengeschlossen haben.
Die Konferenz dient als Plattform für den inhaltlichen Austausch, ökonomische Fragestellungen und zur Vermittlung gemeinschaftlicher Interessen und Zielsetzungen. Hauptziel der Konferenz ist es, sich für den Erhalt des kulturellen Erbes in den neuen Bundesländern einzusetzen und dieses erfolgreich in der Bundesrepublik Deutschland und im europäischen Ausland zu präsentieren.

## Mitglieder
In der Konferenz haben sich alle 23 im derzeitigen Blaubuch aufgelisteten kulturellen Leuchttürme organisiert:
- Brandenburg
  - Stiftung Preußische Schlösser und Gärten Berlin-Brandenburg
  - Branitzer Park

- Mecklenburg-Vorpommern
  - Staatliches Museum Schwerin
  - Deutsches Meeresmuseum Stralsund

- Sachsen
  - Staatliche Kunstsammlungen Dresden
  - Senckenberg Naturhistorische Sammlungen Dresden
  - Deutsches Hygiene-Museum Dresden
  - Museum für Angewandte Kunst Leipzig
  - Museum der bildenden Künste Leipzig Leipzig
  - Museum für Völkerkunde zu Leipzig[2]
  - Museum für Musikinstrumente der Universität Leipzig
  - Bach-Archiv Leipzig
  - Kunstsammlungen Chemnitz
  - Fürst-Pückler-Park Bad Muskau

- Sachsen-Anhalt
  - Moritzburg Halle
  - Franckesche Stiftungen Halle
  - Händel-Haus Halle
  - Luthergedenkstätten in Sachsen-Anhalt
  - Bauhaus Dessau
  - Dessau-Wörlitzer Gartenreich

- Thüringen
  - Wartburg Eisenach
  - Klassik Stiftung Weimar
  - Lindenau-Museum Altenburg